# Erpetosuchus
Erpetosuchus fou un rèptil que visqué al Triàsic tardà. Fou descrit per E. T. Newton l'any 1984 a partir de restes trobades al nord-est d'Escòcia. Posteriorment s'han trobat més restes als Estats Units. Està estretament emparentat amb els primers cocodrilomorfs, possiblement es tracti del tàxon germà d'aquests.
L'espècie tipus d'Erpetosuchus és E. granti.